# برایان ایدوو
برایان اولاداپو ایدوو (روسی: Брайан Оладапо Идову؛ زادهٔ ۱۸ مهٔ ۱۹۹۲) بازیکن فوتبال اهل نیجریه است.
از باشگاه‌هایی که در آن بازی کرده‌است می‌توان به آمکار پرم و لوکوموتیو مسکو اشاره کرد.
وی همچنین در تیم ملی فوتبال نیجریه بازی کرده‌است.